# Агота Виткаи Кучера
Агота Виткаи Кучера (Нови Сад, 25. јул 1973) српска је оперска певачица мађарске националности, доктор наука и доктор уметности, редовни професор Академије уметности Универзитета у Новом Саду.

## Биографија
Рођена је 25. јула 1973. године у Новом Саду. Ћерка је оперске певачице Вере Ковач Виткаи.
Завршила је средњу музичку школу „Исидор Бајић“ у Новом Саду, одсек соло певање. Дипломирала је на два одсека: Музичком одсеку, смер Опште музичке педагогије 1997. и Одсеку за соло певање 1998. године у класи проф. мр Вере Ковач Виткаи на Академији уметности у Новом Саду. У класи исте професорке је магистрирала 2000. године и стекла назив Магистар уметности – Оперски и концертни певач, а звање Мастера музичких уметности је стекла 2010. године. Титулу доктора науке стиче 2013. године на Интердисциплинарним и мултидисциплинарним студијама и истраживањима у оквиру Универзитета у Новом Саду (АЦИМСИ) под менторством др Гордане Мумовић, а титулу доктора драмских и аудиовизуелних уметности стиче 2018. године на Академији уметности Универзитета у Новом Саду. Од 1994. године радила је као корепетитор у средњој музичкој школи „Исидор Бајић” на одсеку за Соло певање, да би од 1995. до 1998. године предавала камерну музику и читање с листа, од 1997. године соло певање, а од 1999. године радила је као асистент технике гласа на Академији уметности у Новом Саду. Изабрана је 2004. године у звање доцента, 2009. у звање ванредног професора, а 2014. у звање редовног професора на Академији уметности у Новом Саду, Драмски одсек. Од 2012. до 2014. је радила као професор технике гласа на Департману драмских уметности Академије уметности у Београду, а од 2020. године је ангажована на Департману драмских уметности на Факултету савремених уметности у Београду.
Имала је главне улоге у оперским представама (Адина из „Љубавног напитка”, Ђилда из „Риголетa”, Розина из „Севиљског берберина”, сопранска деоница из „Моцартовог Реквијема”), оперетама (Адела из „Слепог миша”, Амина, Амалија) и солистичке концерте у земљи и иностранству, улоге у кореодрамама и драмским представама. Била је солиста опере Српског народног позоришта у Новом Саду од 2003. године. Активно учествује у оквиру културних манифестација, књижевних вечери, изложби, промоција, прослава, фестивала. Изводи народне мађарске и староградске песме, а са Ђорђем Балашевићем је снимила песму „Твој неко” 2004. године. Касније је сарађивала са Александром Дујином. Снимила је 6 CD-ова својих извођења и један DVD.
Од 2004. je водитељ семинара за педагоге драмске и рецитаторске секције и диригенте хорова у организацији Завода за културу Војводине. Од 2006. je водитељ уметничке секције и члан стручног жирија ВМТДК (Војвођанске мађарске научне конференције студената) у организацији Колегијума за високо образовање војвођанских Мађара. Од 2010. године је трогодишњи ментор студенту у оквиру ВМТДК колегијума за виско образовање војвођанских Мађара.
Као стручњак гласовног образовања глумаца, музички сарадник, вокални педагог и корепетитор, радила је са професионалним глумцима преко 30 представа у Српском народном позоришту, Позоришту младих, Новосадском позоришту, Позоришту „Деже Костолањи”, Народном позоришту Суботице, Позоришту „Промена”, на Академији уметности у Новом Саду и Брод театру.
Чланица је Војвођанског мађарског високообразовног колегијума, председништва Новосадског мађарског културно-уметничког образовног центра и један од оснивача (2003), БРОД театра, Европске фондације, драмске групе „Студио”, Мађарске академије наука, Центра за позоришна истраживања у Новом Саду, Европске хорске асоцијације, Војвођанског мешовитог хора и Међународног плесног одбора при Унеску. Била је чланица одбора Мађарског националног савета за високошколско образовање од 2015. до 2019. године, а од 2018. до 2022. члан Националног савета Мађарске националне мањине. Чланица је одбора за културу и Јавног тела Мађарске академије наука од 2007. године. На Универзитету у Новом Саду обављала је дужност члана Стручног већа за уметност, као и Стручног већа за хуманистичке науке од 2019. до 2021. године, а такође је чланица Управног одбора Српског народног позоришта у Новом Саду од 2020. године.
Излагала је на многобројним међународним конгресима, а радови су јој објављени како у изводу, тако и у целини у Зборницима радова. Од 2018. године исказује оригинални и креативни рад као аутор представе „Необуздани склад — музичко-сценско упризорење живота и дела Пала Абрахама” у извођењу Српског народног позоришта у Новом Саду. Исте године дебитовала је и као аутор вокалних делова представе „Илустрована енциклопедија нестајања” у режији Золтана Пушкаша. Такође, написала је две књиге: „Карактеристике гласа и методички приступи развоју гласа у функцији професионалних активности” (2013) у издању Завода за културу Војводине и „Моћ гласа” (2014) у издању Академији уметности у Новом Саду.

## Улоге у позоришту
- 2003. — Улога Розине из Росинијеве опере „Севиљски берберин”
- 2003. — Улога Амалије у оперетском пројекту „Салон Шпиц”, Новосадско позориште
- 2003. — Улога у кореодрами „Кад богаљи марширају”, Театар „Брод”, у режији Ратка Радивојевића
- 2003. — Улога детета, мајке у рок балету „Rex ilusivii in vitro”, кореограф Александра С. Кетиг
- 2003. — Улога Софије у представи „Љубавно писмо” Косте Трифковића, Театар „Брод“, у режији Ратка Радивојевића
- 2005. — Улога Соколовићке у комедији „Избирачица” Косте Трифковића, Театар „Брод”, у режији Ратка Радивојевића
- 2006. — Улога пролога у представи „Пошто-пото посланик” Косте Трифковића, Театар „Брод”, у режији Ратка Радивојевића
- 2006. — Улога Аделе у оперети „Слепи миш” Јохана Штрауса, Народно позориште Београд
- 2007. — Улога глумице ИИ и Ариел у представи „Наш живот мален уоквирен сном” Ђорђа Писарева, Театар „Брод”, у режији Ратка Радивојевића
- 2008. — Улога баке у представи „Шта све можеш у Њујорку кад си мртав одувек” Ђорђа Писарева, Театар „Брод”, у режији Ратка Радивојевића
- 2008. — Улога Жаклине у представи „Сањар је сањао врата”, адаптација двеју драма Ежена Јонеска, у режији Јана Макана
- 2008. — Улога Проститутке 2 у представи „Ред”, режија Милан Плетл, едукациони пројекат Позоришне групе „Студио” у сарадњи са Драмским студиом АКУД „Соња Маринковић” Нови Сад
- 2011. — Улога Лисице у „Зечја опера”, композитор Нинета Аврамовић Лончар, мултимедијални пројекат, Музеј савремене уметности Војводине
- 2015. — Улога Гласа у представи „Дан када смо се срели”, режија Предраг Штрбац, копродукција Српског народног позоришта и „Лауреата”, Нови Сад.
- 2016. — „Нови светски поредак” Харолда Пинтера у режији Срђана Радаковића, Омладински центар ЦК13, Нови Сад

## Награде
- 1998. — Награда Универзитета у Новом Саду за постигнут успех у школској 1997/1998. години
- 1999. — Награда за педагошки рад и успех ученика.
- 1999. — Диплома на семинару педагога у Румунији.
- 2002. — Награда Министарства културе и спорта Републике Србије за остварене резултате у раду као најуспешнији асистент.
- 2008. — Друга награда жирија на такмичењу младих певача мађарских песама „Данко Пишта”, Сегедин
- 2008. — Прва награда публике на такмичењу младих певача мађарских песама „Данко Писта”, Сегедин
- 2009.	— Награда за сценски покрет на 12. фестивалу академских позоришта Србије у Новом Саду, Академско културно-уметничко друштво „Соња Маринковић”
- 2009. — Захвалница члану комисије на мултимедијалној манифестацији „Млади таленти” поводом обележавања Светског дана младих.
- 2016. — Признање „Књегиња Оливера” Српске краљевске академије научника и уметника приликом обележавања Видовдана.
- 2017. — Прва награда вокалном солисти на VIVE Фестивалу мађарских песама и чардаша, Дебељача
- 2017. — Прва награда интерпретатору нове песме, која је освојила, такође прву Награду, 22. VIVE Фестивал мађарских песама и чардаша, Дебељача
- 2018. — Друга награда интерпретатору нове песме, која је освојила прву награду, 23. VIVE Фестивал мађарских песама и чардаша, Дебељача
- 2019. — Медаља културе за мултикултуралност и интеркултуралност за 2019. годину, Годишње награде Културног центра Војводине „Милош Црњански”